# Dominik Prpić
Dominik Prpić (* 19. Mai 2004 in Zagreb) ist ein kroatischer Fußballspieler.
Er spielt auf der Position des Innenverteidigers und steht bei Hajduk Split unter Vertrag. Zudem ist Prpić auch kroatischer U-Nationalspieler.

## Karriere
Dominik Pripić genoss seine Ausbildung in der Fußballakademie von Hajduk Split und gab am 12. Oktober 2022 im Alter von 18 Jahren sein Profidebüt, als er bei dem 1:5-Sieg im Pokalspiel gegen NK Tehnicar 1974 Cvetkovec in der 45. Minute für Melnjak eingewechselt wurde. Sein Profidebüt in der Liga gab er am 12. November 2022 im Spiel gegen Slaven Belupo, als er in der 86. Minute für Simic eingewechselt wurde.
Im Sommer 2025 wechselte er zum FC Porto und unterschrieb dort einen Vertrag bis 2030.

### Nationalmannschaft
Sein erstes Spiel in der U18-Nationalmannschaft von Kroatien gab er am 5. Oktober 2021 unter Nationalmannschaftstrainer Tomislav Rukavina bei der 1:2-Niederlage gegen die U-18-Nationalmannschaft Belgiens. Danach folgten noch weitere Spiele in den U-Mannschaften Kroatiens.

## Erfolge
- Kroatischer Pokalsieger (1):2023